# Dynabook

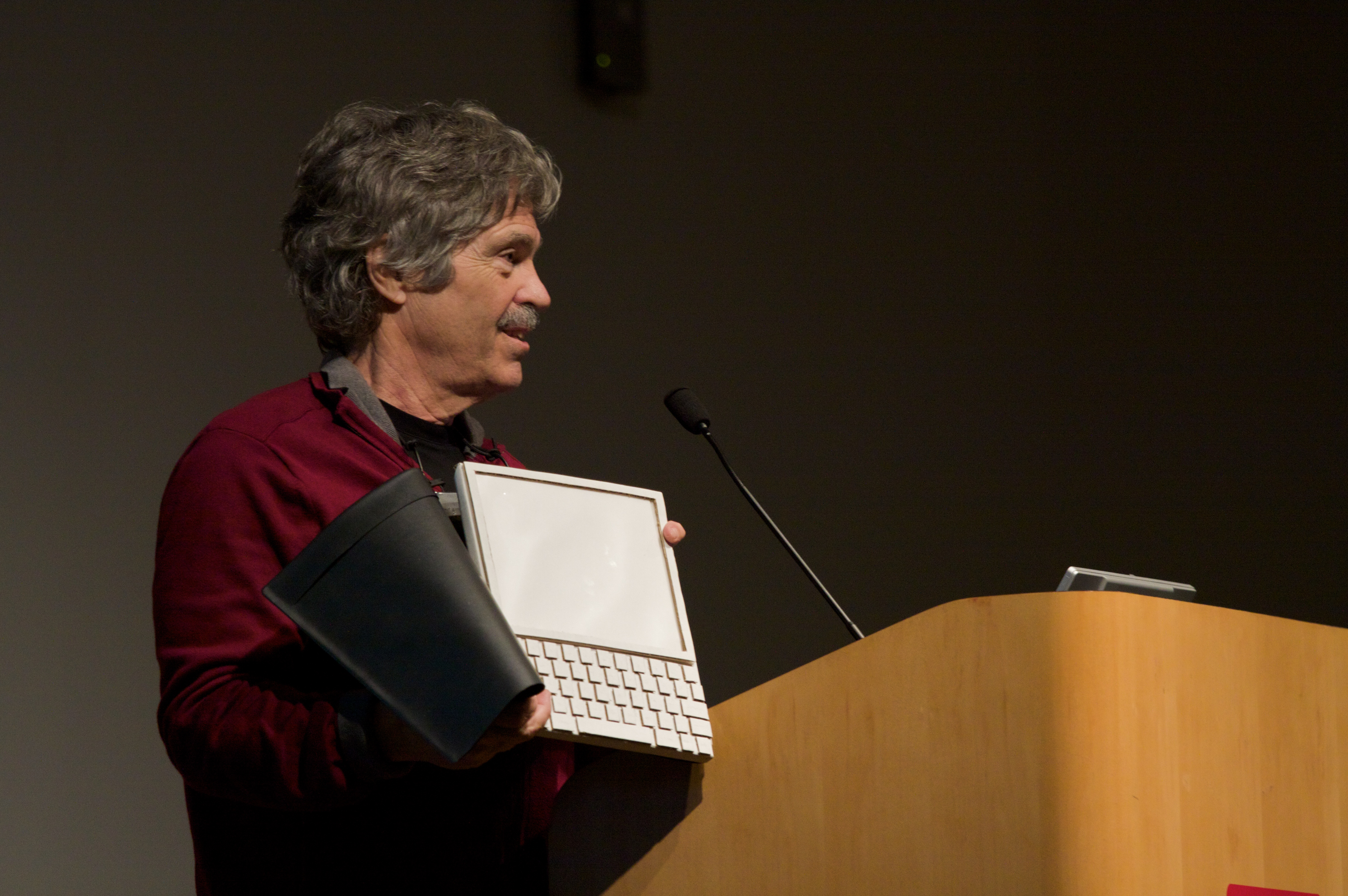
Alan Kay amb el prototip del Dynabook

El Dynabook  va ser un dels precursors dels ordinadors portàtils o dels tablet PC, el qual tenia com a objectiu acostar els infants al món digital. Els adults també el podien utilitzar, tot i estar creat per als nens i nenes.
El concepte de Dynabook va ser creat per Alan Kay el 1968, dos anys abans del descobriment del Xerox PARC. Kay pretenia fer un ordinador per als infants de totes les edats; això va conduir al desenvolupament del prototip del Xerox Alto, anomenat originàriament "el Dynabook provisional". Aquest plasmava tots els elements d'una interfície gràfica (GUI, Graphical User Interface, 1972). El component de programari d'aquesta recerca és el Smalltalk, el qual va prendre un camí propi diferent al del Dynabook.
Kay volia que el Dynabook encarnés les teories d'aprenentatge de Jerome Bruner i Seymour Papert, que havia estudiat amb el psicòleg del desenvolupament Jean Piaget i inventava el llenguatge de programació Logo, estava proposant. El maquinari en el qual s'executava l'ambient de programació era relativament irrellevant. Des de finals dels anys 90, Kay va estar treballant en el Squeak programant, un ambient de Smalltalk, basat en un entorn que es podria veure com a continuació lògica del concepte Dynabook. Toshiba també té una línia d'ordinadors portàtils anomenats DynaBook.
Alan Kay està implicat activament en el projecte One Laptop Per Child que utilitza Smalltalk, Squeak, i els conceptes d'un ordinador per aprendre.
Encara que el maquinari necessari per crear un Dynabook ja existeix avui dia, Alan Kay creu que el Dynabook no s'ha inventat encara, perquè manquen un programari clau i un pla d'estudis adequat.

## Concepte
L'any 1972, mentre treballava per Xerox, Alan Kay va publicar el seu article més conegut i important, en el qual des de llavors s'han basat totes les seves idees i visions. A "Un computador personal per a nens de totes les edats", Kay demostrava la seva visió de portar la computació a tots els nens del món; i el Dynabook era l'eina que, en teoria, ho permetria.
Per a Alan Kay, un Dynabook havia d'expandir els sentits de l'usuari, com la vista o l'oïda i actuar com un mitjà de comunicació. Per això, l'aparell havia de complir una serie de característiques que Kay considerava imprescindibles:
- Havia de fer servir i gestionar virtualment totes les necessitats relacionades amb la informació per al seu propietari.
- Havia de permetre la programació i resolució de problemes.
- Havia de servir Servir una memòria interactiva d'emmagatzematge i manipulació d'informació.
- Havia de servir com a editor de textos.
- Havia de servir com a mitjà d'expressió per dibuixar, pintar, animar dibuixos, compondre i generar música

A més, Alan Kay pretenia que el preu del dispositiu no sobrepassés els 500 dòlars, una xifra certament baixa per al que la seva tecnologia suposava l'any 1972. El Dynabook va ser el primer veritable ordinador personal, portàtil i versàtil, encara que mai ha deixat de ser res més que un concepte i no ha arribat a tenir un ús comercial.

## Repercussió
Tot i que el projecte nooriginal del Dynabook no es va arribar a desenvolupar, aquest concepte ha tingut una gran influència en la tecnologia posterior.
N'és un exemple el Xerox Alto de Butler Lampson i Chuck Thacker, un ordinador molt semlbant al Dynabook a nivell conceptual però que, a diferència d'aquest, no buscava ser merament educatiu sinó un ordinador a nivell global. L'any 1981 Xerox va crear el Xerox Star, que no deixava de ser l'evolució del model previ, inspirat en el concepte d'Alan Kay.
Aquesta nova versió va arribar tard al mercat, ja que empreses com Apple i Microsoft ja havien materialitzat aquestes idees en els seus propis models, fruit de les negociacions que la pròpia Xerox va realitzar amb tals corporacions. L'any 2001 va arribar la Microsoft Tablet PC de Chuck Thacker i Butler Lampson, que partia d'igual manera de la idea original del Dynabook, és a dir, un ordinador-llibre però no va triomfar en el mercat. D'altra banda, una de les repercussions més grans que ha tingut la idea del Dynabook ha estat el famós iPad, d'evident influència per part del concepte d'Alan Kay.